# Lista de províncias de Moçambique por IDH
Esta é uma lista das províncias de Moçambique pelo Índice de Desenvolvimento Humano (IDH) de 2020 com dados para o ano de 2019.
| Desenvolvimento humano médio | Desenvolvimento humano médio | Desenvolvimento humano médio | Desenvolvimento humano médio |
| Classificação                | Região                       | IDH (2019)                   | País comparável (2019)       |
| ---------------------------- | ---------------------------- | ---------------------------- | ---------------------------- |
| 1                            | Cidade de Maputo             | 0,625                        | São Tomé e Príncipe          |
| Baixo desenvolvimento humano |                              |                              |                              |
| 2                            | Província de Maputo          | 0,541                        | Ruanda                       |
| 3                            | Manica                       | 0,492                        | Gâmbia                       |
| 4                            | Sofala                       | 0,482                        | Malawi                       |
| 5                            | Inhambane                    | 0,478                        | Guiné                        |
| -                            | Moçambique                   | 0,456                        | Eritreia                     |
| 6                            | Gaza                         | 0,449                        | Burquina Fasso               |
| 7                            | Nampula                      | 0,445                        | Burquina Fasso               |
| 8                            | Zambézia                     | 0,426                        | Burundi                      |
| 9                            | Niassa                       | 0,425                        | Sudão do Sul                 |
| 10                           | Tete                         | 0,407                        | Chade                        |
| 11                           | Cabo delgado                 | 0,391                        | Níger                        |